# Mindre sultanhöna
Mindre sultanhöna (Porphyrio alleni) är en afrikansk fågel i familjen rallar inom ordningen tran- och rallfåglar.

## Kännetecken

### Utseende
Denna art är som andra i släktet Porphyrio en bjärt färgad fågel med purpurblått huvud och undersida. Mest lik är den amerikansk sultanhöna med grön rygg, blå sköld över näbben och röd näbb. Mindre sultanhöna är dock, som namnet avslöjar tydligt mindre, endast 22–25 centimeter lång, och har vidare helröd näbb (ingen gul spets), röda ben (ej gula) samt mörka mittre stjärttäckare så att det vita därbak delas mitt itu (samma parti på amerikansk sultanhöna är helvitt). Ungfågeln sägs se ut som ett mellanting mellan en ung brushane och en hona av mindre sumphöna.

### Läten
Mindre sultanhönans läte består av en serie med sex eller fler snabba och vassa klickliknande ljud: "duk duk duk duk duk duk duk".

## Utbredning
Den förekommer i Afrika söder om Sahara, på Madagaskar och Komorerna. Arten har en förmåga att sprida sig långt och har påträffats flera gånger i Europa, med uppåt 30 fynd från Spanien men också påträffad i Storbritannien, Italien, Grekland, Tyskland, Frankrike, Portugal och faktiskt så nordligt som i Finland då en ungfågel hittades i Joensuu den 10 maj 1979. Den har även hittats på så isolerade öar som Sankta Helena, Mauritius och Sydgeorgien.

## Ekologi
Mindre sultanhöna håller till i tätbevuxna och blöta träsk där den är svår att få syn på. Den bygger ett flytande bo där den lägger två till fem ägg. Huvudfödan är insekter och vattenlevande djur som daggmaskar, mollusker, småfisk och kräftdjur. Den intar även blommor, frön från säv och vass, växtdelar och frukter från törnbusken Drepanocarpus lunatus.

## Status och hot
Arten har ett stort utbredningsområde och en stor population, men tros minska i antal, dock inte tillräckligt kraftigt för att den ska betraktas som hotad. IUCN kategoriserar därför arten som livskraftig (LC).

## Systematik
Tidigare placerades mindre sultanhöna tillsammans med amerikansk sultanhöna och azursultanhöna i det egna släktet Porphyrula. Detta inkluderas numera i Porphyrio.

## Namn
Fågelns vetenskapliga artnamn hedrar William Allen (1793–1864) i Royal Navy som deltog i Nigerexpeditionerna 1832 samt 1841–1842.